# Sthenoteuthis pteropus
Sthenoteuthis pteropus är en bläckfiskart som först beskrevs av Japetus Steenstrup 1855.  Sthenoteuthis pteropus ingår i släktet Sthenoteuthis och familjen Ommastrephidae. Inga underarter finns listade i Catalogue of Life.